# Artemijus Tutyškinas
Artemijus Tutyškinas (Vilnius, 8 agosto 2003) è un calciatore lituano, difensore del Celje e della nazionale lituana.

## Caratteristiche tecniche
È un difensore centrale, forte fisicamente e abile nel gioco aereo.

## Carriera

### Club
Nato a Vilnius, dopo gli inizi in Polonia fra le file dell'Escola Varsovia, l'8 luglio 2021 Tutyškinas viene acquistato a titolo definitivo dal Crotone, in Serie B, con cui firma un contratto valido fino al 30 giugno 2026. Pur venendo aggregato alla formazione Primavera, lungo la stagione 2021-2022 il difensore viene convocato più volte con la prima squadra, che però retrocede in Serie C al termine del campionato.
Il 1º settembre 2022, Tutyškinas viene ceduto in prestito con diritto di riscatto all'ŁKS, squadra della seconda serie polacca. Fa quindi il suo debutto da professionista l'11 settembre seguente, subentrando nei minuti finali della sfida di campionato contro il Nieciecza, conclusasi sull'1-1. Lungo la stagione, contribuisce alla vittoria del campionato e alla conseguente promozione in massima serie della squadra di Łódź.
Il 30 giugno 2023, il difensore viene ufficialmente riscattato dal club polacco, con cui firma un contratto triennale. Il 28 luglio seguente, debutta in Ekstraklasa, sostituendo Piotr Głowacki all'81º minuto dell'incontro in casa del Ruch Chorzów, perso per 2-0. Il 4 agosto dello stesso anno, invece, segna da subentrato la sua prima rete fra i professionisti, decidendo all'ultimo minuto di recupero la sfida contro il Korona Kielce (2-1).

### Nazionale
Ha giocato nelle nazionali giovanili lituane Under-17, Under-19 ed Under-21.
L'8 settembre 2021, Tutyškinas debutta con la nazionale maggiore lituana nel match di qualificazione per i Mondiali del 2022 contro l'Italia, perso 5-0. Nell'occasione, a 18 anni e un mese, diventa il più giovane debuttante nella storia della Lituania.

## Statistiche

### Cronologia presenze e reti in nazionale
| Cronologia completa delle presenze e delle reti in nazionale ― Lituania | Cronologia completa delle presenze e delle reti in nazionale ― Lituania | Cronologia completa delle presenze e delle reti in nazionale ― Lituania | Cronologia completa delle presenze e delle reti in nazionale ― Lituania | Cronologia completa delle presenze e delle reti in nazionale ― Lituania | Cronologia completa delle presenze e delle reti in nazionale ― Lituania | Cronologia completa delle presenze e delle reti in nazionale ― Lituania | Cronologia completa delle presenze e delle reti in nazionale ― Lituania |
| Data                                                                    | Città                                                                   | In casa                                                                 | Risultato                                                               | Ospiti                                                                  | Competizione                                                            | Reti                                                                    | Note                                                                    |
| ----------------------------------------------------------------------- | ----------------------------------------------------------------------- | ----------------------------------------------------------------------- | ----------------------------------------------------------------------- | ----------------------------------------------------------------------- | ----------------------------------------------------------------------- | ----------------------------------------------------------------------- | ----------------------------------------------------------------------- |
| 8-9-2021                                                                | Reggio Emilia                                                           | Italia                                                                  | 5 – 0                                                                   | Lituania                                                                | Qual. Mondiali 2022                                                     | -                                                                       | 83’                                                                     |
| 15-11-2021                                                              | Vilnius                                                                 | Lituania                                                                | 1 – 1                                                                   | Kuwait                                                                  | Amichevole                                                              | -                                                                       | 39’ 74’                                                                 |
| 14-6-2022                                                               | Smirne                                                                  | Turchia                                                                 | 2 – 0                                                                   | Lituania                                                                | UEFA Nations League 2022-2023 - 1º turno                                | -                                                                       | 84’                                                                     |
| 16-11-2022                                                              | Kaunas                                                                  | Lituania                                                                | 0 – 0 (5 – 6 dtr)                                                       | Islanda                                                                 | Coppa del Baltico 2022                                                  | -                                                                       | 71’                                                                     |
| 17-6-2023                                                               | Kaunas                                                                  | Lituania                                                                | 1 – 1                                                                   | Bulgaria                                                                | Qual. Euro 2024                                                         | -                                                                       | 79’                                                                     |
| 20-6-2023                                                               | Budapest                                                                | Ungheria                                                                | 2 – 0                                                                   | Lituania                                                                | Qual. Euro 2024                                                         | -                                                                       | 50’ 63’                                                                 |
| 8-6-2024                                                                | Liepāja                                                                 | Lettonia                                                                | 0 – 2                                                                   | Lituania                                                                | Coppa del Baltico 2024                                                  | -                                                                       | 76’                                                                     |
| 11-6-2024                                                               | Kaunas                                                                  | Lituania                                                                | 1 – 1 (3 – 4 dtr)                                                       | Estonia                                                                 | Coppa del Baltico 2024                                                  | -                                                                       |                                                                         |
| 6-9-2024                                                                | Marijampolė                                                             | Lituania                                                                | 0 – 1                                                                   | Cipro                                                                   | UEFA Nations League 2024-2025 - 1º turno                                | -                                                                       |                                                                         |
| 9-9-2024                                                                | Bucarest                                                                | Romania                                                                 | 3 – 1                                                                   | Lituania                                                                | UEFA Nations League 2024-2025 - 1º turno                                | -                                                                       |                                                                         |
| 12-10-2024                                                              | Kaunas                                                                  | Lituania                                                                | 1 – 2                                                                   | Kosovo                                                                  | UEFA Nations League 2024-2025 - 1º turno                                | -                                                                       | 59’                                                                     |
| 15-10-2024                                                              | Kaunas                                                                  | Lituania                                                                | 1 – 2                                                                   | Romania                                                                 | UEFA Nations League 2024-2025 - 1º turno                                | -                                                                       | 60’                                                                     |
| 15-11-2024                                                              | Larnaca                                                                 | Cipro                                                                   | 2 – 1                                                                   | Lituania                                                                | UEFA Nations League 2024-2025 - 1º turno                                | -                                                                       | 60’                                                                     |
| 21-3-2025                                                               | Varsavia                                                                | Polonia                                                                 | 1 – 0                                                                   | Lituania                                                                | Qual. Mondiali 2026                                                     | -                                                                       |                                                                         |
| 7-6-2025                                                                | Ta' Qali                                                                | Malta                                                                   | 0 – 0                                                                   | Lituania                                                                | Qual. Mondiali 2026                                                     | -                                                                       | 90’                                                                     |
| 10-6-2025                                                               | Odense                                                                  | Danimarca                                                               | 5 – 0                                                                   | Lituania                                                                | Amichevole                                                              | -                                                                       | 65’                                                                     |
| Totale                                                                  |                                                                         | Presenze                                                                | 16                                                                      |                                                                         | Reti                                                                    | 0                                                                       |                                                                         |

## Palmarès

### Club

#### Competizioni nazionali
- Coppa di Slovenia: 1

Celje: 2024-2025